# Малые Копани
Малые Копани (укр. Малі Копані) — село в Голопристанской городской общине Скадовского района Херсонской области Украины.
Население по переписи 2001 года составляло 2159 человек. Почтовый индекс — 75632. Телефонный код — 5539. Код КОАТУУ — 6522383801.

## Местный совет
75632, Херсонская обл., Голопристанский р-н, с. Малые Копани, ул. Гагарина, 48